# Sexmo de Casarrubios
El sexmo de Casarrubios es una división administrativa española de origen medieval perteneciente a la Comunidad de Ciudad y Tierra de Segovia. Los sexmos son una división administrativa que, en un principio, equivalían a la sexta parte de un territorio determinado, generalmente comprendían una parte del término rural dependiente de una ciudad.

## Geografía

#### Límites
| Noroeste: Sexmo de El Espinar, Tierras de Ávila                  | Norte: Sexmo de El Espinar, Sexmo de Manzanares | Noreste: Sexmo de Manzanares                  |
| Oeste: Tierras de Ávila, San Martín de Valdeiglesias             |                                                 | Este: Sexmo de Manzanares, Tierras de Madrid  |
| Suroeste: Tierras de Toledo, San Martín de Valdeiglesias         | Sur: Tierras de Toledo                          | Sureste: Tierras de Toledo, Tierras de Madrid |
| ----Mapa interactivo — Máxima extensión del Sexmo de Casarrubios |                                                 |                                               |

## Historia
Se denomina sexmo porque, tras iniciarse la Repoblación del año 1088 por el rey Alfonso VI, la tierra bajo la jurisdicción de Segovia se dividió en seis partes. En otras comunidades, donde la tierra se dividió en ocho partes, éstas se llamaban «ochavos». La denominación de «Casarrubios» procede de la antigua cabeza o localidad principal, Casarrubios del Monte (municipio, hoy, en la provincia de Toledo). Esta localidad, que ya a mediados del siglo XIII se cita como una «collación» de Segovia, acabaría dando nombre al sexmo desde el siglo XIV, como también lo hicieron otras antiguas «collaciones» segovianas como San Millán, Santa Eulalia, la Trinidad o San Martín.
El Sexmo de Casarrubios constituye, junto con los de Lozoya, Valdemoro y Aldeas de Tajuña, el espacio ultraserrano de la Tierra de Segovia. Como en otras ciudades del centro peninsular (Ávila, Cuenca), los sexmos meridionales tenían gran interés económico para la ciudad, puesto que en ellos invernaban los ganados serranos. De hecho, toda la esquina sur del sexmo, donde se asienta Casarrubios del Monte, era conocida por los segovianos como «campos y montes de Can Mayor». Este nombre alude a la constelación celeste que, probablemente, orientaba a los pastores en su travesía hacia las zonas de invernada. 
El Sexmo de Casarrubios no fue uno de los seis iniciales sexmos de la Tierra de Segovia sino que se sumó posteriormente. Según investigaciones recientes, buena parte del espacio territorial del sexmo coincidiría con el antiguo alfoz de la ciudad islámica de Calatalifa (hoy, en término de Villaviciosa de Odón). Este alfoz había pasado a manos del concejo de Segovia en 1161, a través de un trueque con la iglesia de Segovia, ante la probable incapacidad de esta última de repoblar el territorio. En 1208, varios privilegios del rey Alfonso VIII confirmarían buena parte de los límites geográficos del futuro sexmo. Desde entonces, y hasta 1331, Casarrubios del Monte ejercería como «cabeza» o localidad principal del sexmo. En 1302, unas nuevas ordenanzas trataron de impulsar la repoblación del espacio vacío del sexmo mediante la distribución por «cuadrillas» o parentelas de las élites segovianas; los llamados «quiñoneros». Aparte del reparto y organización del espacio agrario, estas ordenanzas autorizaban, entre otras cosas, la plantación de viñas a los vecinos ya asentados en Casarrubios. 
En 1331, el rey Alfonso XI sustrajo a Casarrubios del Monte de Segovia, con el fin de entregarla en señorío a Alfonso de la Cerda. No obstante, la nueva villa siguió rigiéndose por el fuero segoviano y aprovechándose de los términos intercomunales segovianos circundantes, como había hecho desde tiempo inmemorial. Con la segregación señorial, Casarrubios del Monte sería sustituida como cabeza del sexmo por Robledo de Chavela, hasta el año 1897. En la actualidad, ejerce de cabeza la villa de El Escorial.
Según el reglamento vigente de la Comunidad de Ciudad y Tierra de Segovia, el Sexmo de Casarrubios del Monte está constituido por los siguientes pueblos: Aldea del fresno, Chapinería, El Escorial, Fresnedillas de la Oliva, Colmenar del Arroyo, Navalcarnero, Navalagamella, Robledo de Chavela, Santa María de la Alameda, Sevilla la Nueva, Valdemorillo, Villamantilla, Villanueva de la Cañada y Zarzalejo. Se trata, por tanto, de un espacio mermado, que no conserva su integridad territorial original. A lo largo de los siglos el sexmo ha sufrido muchas desmembraciones perpetradas, principalmente, por la nobleza y la corona. Este despojo contó siempre con la oposición de la propia Comunidad de Ciudad y Tierra, la cual entabló numerosos y costosos pleitos judiciales. Así, el territorio original del Sexmo de Casarrubios también comprendía el de los municipios del posterior señorío/condado de Casarrubios del Monte y Arroyomolinos (Arroyomolinos, Casarrubios del Monte, El Álamo, Valmojado, Villamanta y Las Ventas de Retamosa), del marquesado de Moya (Brunete, Moraleja de Enmedio, Serranillos del Valle, Villaviciosa de Odón), el señorío de Batres, parte del señorío de Alhamín (dehesa de Berciana, hoy en Méntrida), parte de Camarena (Boadilla y dehesa de San Andrés), Quijorna, Villanueva de Perales y buena parte del actual término municipal de Móstoles, que comprende, entre otros, el de la antigua aldea segoviana de Arroyo de Viñas y el monte de San Martín.

## Comunidad de Ciudad y Tierra de Segovia
La Comunidad de Ciudad y Tierra de Segovia se divide en 10 sexmos, aunque en un principio fueron seis. De los sexmos que pertenecen a la Comunidad de Ciudad y Tierra de Segovia ocho se encuadran dentro de la actual provincia de Segovia y dos en la provincia de Madrid. Estos sexmos son:
- San Lorenzo
- Santa Eulalia
- San Millán
- la Trinidad
- San Martín
- Cabezas
- el Espinar
- Posaderas
- Lozoya
- Casarrubios

Anteriormente también formaron parte los de:
- Tajuña
- Manzanares
- Valdemoro